# 萊克邁基鎮 (密蘇里州)
萊克邁基鎮（英語：Lake Mykee Town）是位於美國密蘇里州卡勒韋縣的非建制地區。此地曾為卡勒韋縣的村，於2017年6月1日併入霍爾茨薩米特。

## 地理
萊克邁基鎮所處的海拔為高於海平面251米（即823英呎），而該地所採用的時區為UTC-6，即北美中部时区（CST）。同時該地設有夏令時間，為UTC-6調快一小時，即UTC-5（CDT）。